# Chōon Dōkai
Chōon Dōkai (jap. 潮音 道海; ur. 5 grudnia 1632, zm. 1695) – japoński mistrz zen szkoły ōbaku.

## Życiorys
Urodził się w dawnej prowincji Hizen w rodzinie o nazwisku Kusuda. Gdy miał 5 lat zmarła jego matka. Od tej pory był wychowywany przez babkę ze strony ojca.
W wieku 9 lat rozpoczął naukę w lokalnej świątyni buddyjskiej. W trzynastym roku życia wziął udział w ceremonii tonsurowej (postrzyżyn). W wieku 17 lat w tajemnicy opuścił świątynię i rozpoczął swoje podróże. Zamierzał podjąć studia konfucjańskie w Kioto i w tym samym czasie odwiedzić możliwie wiele ośrodków zen w okolicy. Odwiedził kilku znanych mistrzów zen i uczęszczał na wykłady i mowy Dharmy. Najpierw zapoznał się z naukami mistrza chan Zhongfenga Mingbena (1263–1323). Miał nadzieję praktykować u kogoś będącego reprezentantem tej linii przekazu, więc udał się do klasztoru Eigan, w którym nauczał Isshi Monju (1608–1646). Przybył do tego klasztoru w 1646 roku, akurat po przedwczesnej śmierci tego mistrza zen. Mimo to zamieszkał w tym klasztorze i praktykował u jednego z uczniów mistrza. Zyskał wtedy mocne podstawy praktyki zen i stał się poważnym uczniem praktykującym medytację.
Przez następnych kilka lat wytrwale praktykował, głównie w małych pustelniach.
W 1654 roku Chōon powrócił na rodzinną wyspę Kiusiu, udał się do Nagasaki i rozpoczął praktykę w Sōfuku. Odbył w tym czasie także zimowe odosobnienie w klasztorze Kōfuku, które prowadził świeżo przybyły do Japonii mistrz chan Yinyuan Longqi. Przez kilka następnych lat Chōon praktykował u kilku różnych mistrzów zen, intensywnie podróżując od klasztoru do klasztoru.
Dopiero w 1661 roku, po przeczytaniu słynnej i kontrowersyjnej w Chinach pracy mistrza Feiyina Tongronga Wudeng yantong, zorientował się, że mistrz Yinyuan jest w prostej linii spadkobiercą mistrza chan Zhongfenga Mingbena. Udał się natychmiast do Uji, gdzie budowano klasztor Manpuku. Chōon spotkał się z Yinyuanem, jednak jego prośba o zgodę na przyłączenie się do uczniów mistrza została odrzucona. Ostatecznie został w końcu przyjęty po interwencji starego przyjaciela - Duzhana Xingronga (1628–1706.
Chōon przyjął wskazania od mistrza Yinyuana na pierwszej ceremonii ordynacyjnej sandan kaie przeprowadzonej w Manpuku-ji w 1663 roku. Podczas swoich początkowych lat w Manpuku-ji praktykował pod kierunkiem wszystkich trzech mistrzów założycieli szkoły. Powoli także wspinał się w hierarchii szkoły, służąc na różnych stanowiskach monastycznych. W 1665 roku towarzyszył mistrzowi Mu’anowi Xingtao na audiencji u sioguna. Prawdopodobnie wtedy nawiązał kontakt z wysokiej rangi samurajem w Edo. Przez swojego świeckiego patrona został wyznaczony głównym mnichem kilku małych rodzinnych świątyń.
W 1671 roku Mu’an zlecił mu nadzór nad budową Zuishō-ji, głównego klasztoru szkoły ōbaku w Edo. Po ukończeniu prac, podczas pierwszego odosobnienia medytacyjnego przeprowadzanego w tym klasztorze, pełnił funkcję saidō.
Pod koniec 1671 roku Chōon otrzymał certyfikat oświecenia (inka) od mistrza Mu’ana. W ciągu kilku następnych lat otrzymał zaproszenia od wielu wysokiej rangi samurajów i służył jako opat-założyciel kilku nowych świątyń szkoły. Ogółem założył 22 świątynie i klasztory szkoły położone głównie w prowincjach Kōzuke i Shinano.
Wykazywał także wielkie zainteresowanie shintō. Studiował teksty shintō, łącznie z Kenpō hongi (Konstytucją siedemnastu artykułów), przypisywaną księciu Shōtoku, i Taishi kuji hongi, do których dostęp umożliwili mu jego świeccy patroni. Wygłosił także wiele publicznych wykładów na temat tekstów shintō i napisał także komentarze do nich. W 1679 roku otrzymał zgodę na opublikowanie tekstu Sendai kuji daiseikyō. W 1682 roku kapłani z Ise złożyli formalną skargę do władz bakufu, w której utrzymywali, iż ten tekst był falsyfikatem. Władze natychmiast zakazały czytania i posiadania tego tekstu, a drewniane bloki drukarskie zostały zniszczone. Chōon został umieszczony w areszcie domowym w Kōsai-ji. Po interwencji matki Tsunayoshiego Tokugawy zmieniono wyrok na 50 dni domowego aresztu.
Poza jego kontaktami z samurajami, Chōon utrzymywał także kontakty z niższymi warstwami społeczeństwa Japonii. Promował buddyzm wszędzie, gdzie się dało. Wielokrotnie przeprowadzał ceremonie przyjęcia wskazań dla mnichów, mniszek oraz świeckich wyznawców, zarówno kobiet jak i mężczyzn. Podróżował po wiejskich rejonach i ustanawiał tymczasowe miejsca dla przyjęcia wskazań. Prawdopodobnie przekazał wskazania około 100 000 ludzi.
Nie wahał się także przed krytyką współczesnej mu praktyki zen. Odrzucił kōanową praktykę szkoły rinzai jako sformalizowaną i niskiej jakości, traktując ją jako formę praktyki "liczenia oddechów". Krytykował również pewne wzory przekazu Dharmy, zaakceptowane w niektórych kręgach zen, które nie wymagały przekazu "twarzą w twarz" pomiędzy uczniem a mistrzem. Dlatego właśnie został mnichem szkoły ōbaku, która prowadziła żywy, a przy tym rygorystyczny styl praktyki zen w kontekście linii przekazu zen uważanej za ważną.
Mistrz zen Chōon Dōkai zmarł w 1695 roku.

## Linia przekazu Dharmy zen
Pierwsza liczba oznacza liczbę pokoleń mistrzów od 1 Patriarchy indyjskiego Mahakaśjapy.
Druga liczba oznacza liczbę pokoleń od 28/1 Bodhidharmy, 28 Patriarchy Indii i 1 Patriarchy Chin.
Trzecia liczba oznacza początek nowej linii przekazu w danym kraju.
- 68/41 Miyun Yuanwu (1566–1642)
  - 69/42 Feiyin Tongrong (1593–1661)
    - 70/43/1 Yinyuan Longqi (jap. Ingen Ryuki) (1592–1673) 23 spadkobierców Dharmy w tym 3 Japończyków. 1 opat Mampuku-ji
      - 71/44/2 Duzhan Xingrong (1628–1706)
        - 72/45/3 Tengan (bd)

      - 71/44/2 Yiran Xingrong (1601–1668) opat Kōfuku-ji
      - 71/44/2. Dokuhon Shōgen (1618–1689)
      - 71/44/2. Dokuryu Shoeki
      - 71/44/2. Ryōkei Shōsen (1602–1670) 1 spadkobierca Dharmy, opat Shōmyō-ji
        - 72/45/3. Go-Mizunoo (1612–1629) cesarz Japonii
          - 73/46/4. Kaiō Hōkō (1635–1712) opat Shōmyō-ji, linia ta dała później dwóch opatów Mampuku-ji.

      - 71/44/2. Dokushō Shōen (1617–1694)
      - 71/44/2. Jifei Ruyi (jap. Sokuhi Nyoitsu) (1616–1671) opat Fukuku-ji, 5 spadkobierców Dharmy
        - 72/45/3. Hōun Myōdo (bd) 2 opat Fukuku-ji
        - 72/45/3. Qiandai Xing’an (1636–1705) 6 opat Mampuku-ji

      - 71/44/2. Mu’an Xingtao (jap. Mokuan Shōtō) (1611–1684) 46 spadkobierców Dharmy, w tym 43 Japończyków. 2 opat Mampuku-ji
        - 72/45/2. Hakuo Dotai (zm. 1682) opat Daikyu-an
          - 73/46/3. Ryōnen Gensō (1646–1711) mistrzyni zen

        - 72/45/3. Tannen Dōjaku (1629–1679) były mnich szkoły sōtō
        - 72/45/3. Tetsugen Dōkō (1630–1682) nie zostawił spadkobierców
        - 72/45/3. Ichimyō Dōgen (1635–1685)
        - 72/45/3. Tesshin Dōhan (1641–1710) dwukrotny opat Zuishō-ji
        - 72/45/3. Jitsuden Dōkin (1627–1704) 4 opat Zuishō-ji
        - 72/45/3. Tanzan Dōshō (1606–1682)
        - 72/45/3. Tetsugyū Dōki (1628–1700) 34 spadkobierców Dharmy. 2 opat Zuishō-ji[b]
          - 73/46/4. Linia przekazu chōshō

        - 72/45/3. Egoku Dōmyō (1632–1721) 42 spadkobierców Dharmy, 3 opat Zuishō-ji i swojego klasztoru Hōun-ji 
          - 73/46/4. Linia przekazu shōringe

        - 72/45/3. Chōon Dōkai (1628–1695)

      - 71/44/2. Huilin Xingji (1609–1681) 6 japońskich spadkobierców Dharmy. 3 opat Mampuku-ji
        - 72/45/3. Linia przekazu ryūko
        - 72/45/3. Duzhan Xingying (Xingrong) (1628–1706) 39 spadkobierców Dharmy (38 Japończyków). 4 opat Mampuku-ji
          - 73/46/4. Linia przekazu shishirin oraz 3 mniejsze linie
          - 73/46/4. Enzū Dōjō (1643–1704) 17 spadkobierców Dharmy
          - 73/46/4. Sekisō Dōkō (1638–1704
          - 73/46/4. Yuefeng Daozhuang (1655–1734) 8 opat Mampuku-ji

      - 71/44/2. Huimen Rupei (1615–1664) początkowo następca Yinyuana w Chinach; przybył do Nagasaki. 11 spadkobierców Dharmy.
        - 72/45/3. Gaoquan Xingdong[c] (1633–1695) 16 spadkobierców Dharmy. 5 opat Mampuku-ji
          - 73/46/4. Linia przekazu bukkoku-ha